# Chelidonisis
Chelidonisis is een geslacht van neteldieren uit de klasse van de Anthozoa (bloemdieren).

## Soorten
- Chelidonisis aurantiaca Studer, 1890
- Chelidonisis capensis (Studer, 1878)
- Chelidonisis philippinensis Bayer & Stefani, 1987